# Alifac
En veterinària, alifac (de l'àrab al'ifáṣ) és un tumor limfàtic que es pot presentar entre la part inferior de la tíbia i el tendó extensor de l'os de la sofraja dels animals de peu rodó com els cavalls o mules.
L'alifac prové d'un esforç que l'animal hagi fet en aquesta part. Es forma un vessament de limfa a les beines dels tendons, o una superabundància de la membrana sinovial que causa la inflor de la càpsula. Tradicionalment, el foc ha estat un dels remeis més usats i eficaços per a tumors com aquest.